# Ziri Hammar
Ziri Hammar (arabisch زيري حمار; * 25. Juli 1992 in Akbou) ist ein algerischer Fußballspieler.

## Karriere

### Verein
Hammar begann mit dem Vereinsfußball beim algerischen Verein JSM Béjaïa. 2008 wechselte er nach Frankreich in die Jugend vom AS Nancy. Nachdem er hier bis 2011 die Fußballakademie des Vereins besucht hatte, wurde er in den Profikader involviert. Bis zum Sommer 2013 absolvierte er zehn Ligaspiele für Nancy und wechselte anschließend in die türkische Süper Lig zum Aufsteiger Kayseri Erciyesspor. Dort blieb er acht Monate und kam in diesen nur in einem Pokalspiel zum Einsatz. Nach einer kurzen Zeit ohne Verein ging er für die Saison 2014/15 zum französischen Zweitligisten AC Arles-Avignon. Dann ging er zurück in seine Heimat und schloss sich zunächst JS Saoura und ein Jahr später USM Algier an. Von dort wurde er Anfang 2018 für sechs Monate an JS Kabylie verliehen und im Sommer ganz an MC Oran abgegeben. Doch schon sechs Monate später nahm ihn JS Saoura erneut unter Vertrag und spielte dort in der CAF Champions League. Seit Oktober 2020 war er nun für US Biskra aktiv; nach der Saison ging er zum Konkurrenten Olympique Akbou. Seine beiden letzten Stationen waren in Libyen Zweitligist al-Nasr Zliten und der jordanische Erstligist al-Salt SC.

### Nationalmannschaft
Hammar absolvierte drei Partien für die algerische U-17-Nationalmannschaft bei der Weltmeisterschaft 2009 in Nigeria.

## Erfolge
- Algerischer Superpokalsieger: 2016